# شومريم (مجموعة مراقبة الأحياء)
منظمات الشومريم (بالعبرية تعني ’المراقبين’ أو ’الحراس’) أو الشميرا (بالعبرية تعني الحماية) هي منظمات من دوريات المتطوعين المدنيين اليهود تنتشر في مجتمعات الطائفة اليهودية الحريدية في أحياء الولايات المتحدة والمملكة المتحدة (وبعض الدول الأخرى) من أجل محاربة السرقة والتخريب والنشل والاعتداء والعنف المنزلي والهجمات المعادية للسامية. بالإضافة إلى مساعدة ضحايا هذه الجرائم، تساعد مجموعات الشومريم في العثور على الأشخاص المفقودين.
متطوعو الشومريم هم أشخاص غير مسلحين ولا يملكون حق اعتقال أي شخص ما عدا حالات الاعتقال المدني إذا أمسكوا مجرماً ما بالجرم المشهود مثلاً، كما أنهم فعالون في ملاحقة واعتقال المتهمين ريثما تأتي الشرطة، تمت إدانة بعض أعضاء الشومريم في الولايات المتحدة بتهم اعتداء وإساءة تصرف ضد الأفراد من خارج مجتمعاتهم، خصوصاً ضد الأميركيين السود.
في بروكلين وبالتيمور ولندن يقوم الكثير من السكان بطلب المساعدة من الشومريم قبل الاتصال بالشرطة بسبب سرعتهم في تلبية النداء، إلا أن واحدة من دوريات المتطوعين في مدينة نيويورك تعرضت للانتقاد من قبل قسم شرطة مدينة نيويورك لأنها لا تقوم دوماً بالاتصال بالشرطة عند ورود اتصال لهم.
أما في لندن، فقد أثنى قائد شرطة حي هكني ماثيو هورن على الشومريم من هذه الناحية، قائلاً إنهم «غالباً ما يعلمون الوقت المناسب للاتصال بنا، إنهم عموماً لا يضيعون وقتنا ولا يتركون الأشخاص يهربون».
إضافة إلى ذلك اتُّهم منظمو الشومريم في بروكلين بالاحتفاظ بالمعلومات حول المتهمين بالتحرش بالأطفال وبعض المجرمين اليهود الآخرين، وذلك التزاماً بتفسيرهم لتعاليم التوراة في تحريم الميسيرا (أي الوشاية بيهودي إلى سلطة غير يهودية).

## التاريخ
تأسست مجموعة الشومريم بداية في أحياء بروكلين مثل بورو بارك وكراون هايتس وفلاتبوش وويليامزبورغ في الولايات المتحدة، وذلك في أواخر السبعينيات وبداية الثمانينيات من القرن العشرين. تم تأسيس دوريات مشابهة فيما بعد ضمن أحياء الطائفة الحريدية في الولايات المتحدة مثل مونزي في ولاية نيويورك وبالتيمور في ماريلاند وواتربوري في ولاية كونيتيكيت ولندن في المملكة المتحدة.
نحو عام 1998، حدث انقسام في المنظمة في منطقة كراون هايتس عندما انشقت مجموعة الشميرا عن جماعة الشومريم، كانت هذه هي المرة الأولى التي تقوم فيها مجموعتان متنافستان بإجراء دوريات في الحي ذاته.

## المتطوعون
متطوعو الشومريم -الذين يعملون بالمجان- هم بمعظمهم من أفراد المجموعات اليهودية الحريدية التي يخدمونها، إلا أن نحو 70% من الضحايا الذين يساعدونهم لا ينتمون إلى المجتمع اليهودي الأرثودوكسي، إنما يكونون عادة مجرد مواطنين محليين من أي عرق أو دين.
خلافاً للتقارير السابقة، لا تتطلب مجموعة الشومريم في لندن من أعضائها الانتماء إلى الديانة اليهودية أو أن يكونوا ذكوراً أو موظفين أو متزوجين، وذلك تبعاً لمتطوع الشومريم في ستامفورد هيل مايكل شير، في بروكلين يتم مسح بصمات أعضاء الشومريم -تبعاً لمنظمهم- والتحقق من وجود سجل إجرامي باسمهم قبل السماح لهم بالمشاركة في الدوريات، في ستامفورد هيل في لندن يخضع متطوعو شومريم للتدريب تبعاً لمعايير سلطة العمل الأمني المسؤولة عن تنظيم عمل مجموعات الأمن الخاصة، كما يخضعون للتحقيق حول السوابق قبل القبول كمتطوعين.
يعمل متطوعو الشومريم -الذين يتراوح عددهم بين 12 إلى أكثر من 100 تبعاً للمجموعة- على أقدامهم أو في سيارات، بشكل عام يعمل الأعضاء بشكل اثنين في كل مركبة تكون مجهزة بجهاز راديو وصفارات إنذار، إلا أن مجموعات الشومريم في المملكة المتحدة لا تملك معدات الإنذار الضوئي أو الصوتي على المركبات الخاصة بها، تملك بعض دوريات الشومريم في بروكلين سيارات مميزة تشبه سيارات قسم شرطة مدينة نيويورك، لكن بشكل عام يستخدم معظم المتطوعين سياراتهم الخاصة غير المعلّمة، قد تحمل الدوريات أجهزة اتصال لا سلكية ويرتدي أفرادها غطاء الرأس اليهودي المميز (اليامولكه).
تبعاً لأحد المنظمين، لا يحمل متطوعو الشومريم أي أسلحة نارية أو هراوات أو بخاخ الفلفل الحار أو أصفاد، ولا يملكون السلطة للقيام بالاعتقال، إلا أنهم مدربون على كيفية التدخل لمراقبة المشتبهين بشكل آمن واعتقالهم ريثما تأتي الشرطة، وهذا ما يدعى باسم الاعتقال المدني، كما يعرف عنهم سرعتهم في تحريك سكان المنطقة لإغلاق الشوارع ومنع المشتبهين من الفرار.

## العمليات
تحافظ كل مجموعة من الشومريم على مرسل ومتلقي اتصالات جاهز وخط ساخن على مدار الساعة، ويكون رقمهم معروفاً على مدى المجتمع اليهودي الأرثودوكسي المحلي.
يستجيب الشومريم لطيف واسع من الجرائم والحالات، منها شكاوى نشل الحقائب وتخريب الممتلكات وسرقة السيارات أو الدراجات وإيجاد الأشخاص المفقودين، يجول المتطوعون شوارع المدينة خلال ساعات الليل ممثلين وجوداً أمنياً رادعاً للجريمة، عندما لا يكونون على رأس عملهم يبقى المتطوعون جاهزين للرد على المكالمات، وكثيراً ما يتم استدعاؤهم لمساعدة مجموعات الشومريم الأخرى أو منظمات الإنقاذ اليهودية المجتمعية الأخرى مثل هاتزالا أو شافيريم خلال عمليات البحث والإنقاذ واسعة النطاق.
أظهر الشومريم فعالية في الإمساك بمتهمي السرقة والتخريب والعنف المنزلي وجرائم الإزعاج والهجمات المعادية للسامية، ففي حادثة وقعت عام 2010 قام أربعة متطوعين للشومريم من جنوب بروكلين باللحاق بمشتبه في جريمة تحرش بالأطفال أشهر عليهم سلاحاً نارياً وأطلق عليهم النار، بعد أن أعاقوه وأوقعوه أرضاً تم اعتقال مطلق النار وتبرئته من جميع التهم ما عدا حيازة السلاح، بعد هذه الحادثة تم تزويد مجموعة الشومريم في جنوب بروكلين ببدلات واقية ضد الرصاص من قبل مجلس شيوخ ولاية نيويورك.
توجهت عدة انتقادات إلى متطوعي الشومريم بسبب استخدامهم للقوة المفرطة مع المشتبهين، خصوصاً من غير اليهود، في عام 1996 تمت إدانة أحد متطوعي الشومريم في منطقة كراون هايتس بتهمة الاعتداء الجسدي بعد ضربه لأحد المتهمين على رأسه بشكل متكرر بجهاز اللا سلكي حتى بعد أن تم تقييد المتهم، في 2010 تم اعتقال متطوع في الشومريم لمدينة بالتيمور بتهمة ضرب مراهق أسود، وتم تعليق عضويته بانتظار التحقيقات الداخلية، بُرّئ في المحكمة وحُكم عليه بـ 3 سنوات من إطلاق السراح المشروط في عام 2012، في عام 2011 تم توجيه تهمة إساءة التصرف إلى اثنين من متطوعي الشومريم في حي مونسي في نيويورك، وذلك وسط مشاجرة بدأت بعد أن قامت فتاة بضرب سيارة عابرة ببالون مليء بالماء.
تقوم العديد من منظمات الشومري بالدعوة والاجتماع في اجتماعات سنوية لمناقشة وطرح أفضل أساليب مكافحة الجريمة.

## العلاقات مع الشرطة
يحافظ الشومريم على علاقات عمل حساسة مع أقسام الشرطة المحلية وعادة ما يشارك أفراد الشومريم معلوماتهم التي يجمعونها مع ضباط الشرطة.
إلا أن هذه العلاقة تتصف بالحساسية، إذ يفضل العديد من السكان الذين ينتمون إلى الطائفة اليهودية الحاسيدية في بروكلين وبالتيمور وستامفورد هيل الاتصال بالشومريم في الحالات الطارئة بدلاً من طلب الشرطة، يعزو الشومريم هذا التفضيل إلى زمن استجابتهم السريع مقارنة بالشرطة، إضافة إلى معرفتهم بالمناطق وقدرتهم على التحدث باللغة اليديشية التي يستخدمها المجتمع الحاسيدي، في بعض المناسبات ساعد أفراد الشومريم أفراد هذه المجتمعات في الهروب من الملاحقة القانونية.
في حين يعتبر التصرف المتوقع منطقياً من متطوعي الشومريم هو إخبار الشرطة بالتطورات، إلا أن هذا يحدث في بعض الحالات فقط وليس في جميعها، إذ أعلن مفوض الشرطة السابق عن مدينة نيويورك ريموند كيلي أن الشومريم لا يخبرون الشرطة مباشرة عندما تصلهم طلبات المساعدة، تمت الإشارة إلى هذا الموضوع عام 2011 في قضية الطفل الضائع ليبي كليتزكي: كان الاتصال الأول من والدة كليتزكي التي أبلغت عن طفلها المفقود لمجموعة شومريم جنوب بروكلين قبل أن يقوم والد الطفل بإبلاغ الشرطة بأكثر من ساعتين.
بررت مجموعة الشومريم ذلك بأنها لا تخبر الشرطة دوماً بشكل مباشر في قضايا المفقودين، إذ إنهم يتلقون في اليوم الواحد 10 اتصالات من هذا النوع على الأقل وقد أصبحوا خبيرين في مجال إيجاد هؤلاء الأطفال بسرعة من خلال البحث في متاجر الحلوى والباصات ومنازل الأقارب، أما في لندن فقد أثنى قائد شرطة حي هكني ماثيو هورن على هذه النقطة قائلاً: «غالباً ما يعلمون الوقت المناسب للاتصال بنا، إنهم عموماً لا يضيعون وقتنا ولا يتركون الأشخاص يهربون».